# 原口泉
原口 泉（はらぐち いずみ、1947年2月4日 - ）は、日本の歴史学者（日本近世史・近代史）。男性。志學館大学教授、鹿児島大学名誉教授。第24代鹿児島県立図書館館長。
専門は日本近世史・近代史であるが、戦国時代以降の薩摩藩、薩摩における中国大陸からの帰化人や奄美群島、沖縄（琉球）の史実にも詳細な知識を持つ。

## 来歴
- 1965年 – 米国ネブラスカ州立大学附属ハイスクール卒業。
- 1966年 – 鹿児島県立甲南高等学校卒業（在校中は生物部部長を務める）。
- 1974年 – 東京大学文学部国史学科卒業。
- 1979年 – 東京大学大学院人文科学研究科博士課程単位取得退学（文学修士）。
- 1979年 – 鹿児島大学法文学部人文学科助手。
- 1980年 – 同専任講師。
- 1981年 – 同助教授。
- 1998年 – 同教授(2005-09年同生涯学習教育研究センター長併任)。
- 2011年 – 志學館大学人間関係学部教授、鹿児島大学名誉教授。
- 2012年 – 鹿児島県立図書館館長に就任。2021年退任。
- 上記の他に2005年まで琉球大学非常勤講師、放送大学客員教授を務めた。

## 栄典
- 2013年 – 平成25年度地域文化功労者として文部科学大臣表彰
- 2016年 - 第91回NHK放送記念日感謝状を授与さる。
- 2019年 – 第70回NHK放送文化賞受賞[1]
- 2019年 - 第78回西日本文化賞受賞[2]
- 2022年 - 令和4年度鹿児島県県民表彰[3]
- 2023年4月29日 - 瑞宝小綬章[4]
- 中国甘粛省緑化委員会栄誉賞
- その他、からいも交流功労賞　など。

## 主な公職
- 奄美群島振興開発審議会会長
- 建設省（当時）審議会委員
- 通産省（当時）伝統工芸品審議委員
- 尚古集成館顧問
- 鹿児島県文化振興財団評議員
- 海音寺潮五郎財団理事（現在は解散）
- KKB番組審議会委員長
- 薩摩英国大使団長
- 西南之役官軍薩軍恩讐を越えての会会長[5]

## 関与した主な番組
専任講師時代より各種テレビ番組の時代考証・解説や多数の公職を務めている。
- NHK大河ドラマ「翔ぶが如く (NHK大河ドラマ)」 - 時代考証
- NHK大河ドラマ「琉球の風 (NHK大河ドラマ)」 - 時代考証
- NHK「その時歴史が動いた」 - ゲスト
- NHK大河ドラマ「篤姫 (NHK大河ドラマ)」 - 時代考証
- NHK大河ドラマ「西郷どん (NHK大河ドラマ)」 - 時代考証
- NHK連続テレビ小説「あさが来た」 - 時代考証
- NHK鹿児島ローカル「NHKかごしま歴史散歩」「かごしま歴史紀行」 - ナビゲーター・解説
- MBC「歴史ウォッチング」 - ナビゲーター・解説

## 著書
- 『NHKかごしま歴史散歩』1986年5月、日本放送出版協会
- 『かがやけ薩摩　歴史のあゆみを進めた先人たち』1990年11月、鹿児島南ロータリークラブ
- 『鹿児島県の歴史』（共著）1999年8月、山川出版社
- 『篤姫　わたくしこと一命にかけ　徳川の「家」を守り抜いた女の生涯』2008年1月、グラフ社
- 『龍馬を超えた男 小松帯刀』2008年4月、グラフ社 / 2010年9月、PHP文庫
- 『維新の系譜　家に、国に、命を尽くした薩摩藩・三人の功臣たち』2008年12月、グラフ社
- 『世界危機をチャンスに変えた幕末維新の知恵』 2009年6月、PHP新書
- 『龍馬の夢を叶えた男 岩崎弥太郎』2010年1月、ベストセラーズ
- 『「龍馬の声」が聞こえる手紙』2010年1月、三笠書房
- 『龍馬が惚れた女たち』2010年4月、幻冬舎
- 『龍馬は和歌で日本を変えた』2010年4月、海竜社
- 『お龍と龍馬 蜜月の三カ月』2010年6月、東邦出版
- 『坂本龍馬と北海道』2010年11月、PHP新書
- 『江戸期の奄美諸島―「琉球」から「薩摩」へ―』（共著）2011年9月、南方新社
- 『会津 名君の系譜―悲運をバネに世界を唸らせた「無私」のリーダー像』2013年8月、ウェッジ
- 『日本に今一番必要な男 黒田官兵衛』2014年1月、幻冬舎
- 『三人の志士に愛された女 吉田松陰の妹』2014年12月、幻冬舎
- 『鹿児島「地理・地名・地図」の謎 意外と知らない鹿児島県の歴史を読み解く!』（監修）2014年12月、実業之日本社・じっぴコンパクト新書
- 『鹿児島県の近現代』（共著）2015年5月、山川出版社
- 『維新経済のヒロイン広岡浅子の「九転十起」―大阪財界を築き上げた男五代友厚との数奇な運命』2015年9月、海竜社
- 『増補改訂版 かごしま検定―鹿児島観光・文化検定 公式テキストブック―』（共著）2015年10月、南方新社
- 『写真アルバム 鹿児島市の昭和』（監修）2016年12月、樹林舎
- 『女城主「直虎」の謎』2017年2月、海竜社
- 『西郷どんとよばれた男』2017年8月、NHK出版
- 『西郷隆盛53の謎 知っているようで知らない「せごどん」の真実』2017年11月、海竜社
- 『西郷家の人びと』2017年12月、KADOKAWA
- 『西郷隆盛はどう語られてきたか』2017年12月、新潮文庫
- 『戦況図解 西南戦争』（監修）2018年11月、三栄書房・サンエイ新書
- 『薩摩藩と明治維新』2019年11月、志學館大学出版会
- 『近代日本を拓いた薩摩の二十傑』2020年9月、燦燦舎
- 『渋沢栄一「論語と算盤」を読む』2021年2月、幻冬舎
- 『日本人として知っておきたい琉球・沖縄史』2022年6月、PHP新書

## 親族
- 父：原口虎雄（鹿児島県立一中卒、鹿児島大学名誉教授）
鹿児島県近世史研究における第一人者で、奄美・名瀬市の市史編纂にも携わっている。